# Micromus angularis
Micromus angularis är en insektsart som först beskrevs av Robert Cyril Layton Perkins 1910.
Micromus angularis ingår i släktet Micromus och familjen florsländor. Inga underarter finns listade i Catalogue of Life.